# Mike Katz
Mike Katz (14 november 1944) is een Amerikaanse voormalig professionele IFBB bodybuilder en is vooral bekend door zijn optreden in de film Pumping Iron.

## Bodybuildingcarrière

### Maten en gewicht
- Lengte: 6'2 (1.87m).
- Competitiegewicht: 230 lbs (104 kg).

### Wedstrijden
- 1964 AAU Teen Mr. America, 4e
- 1964 AAU Teen Mr. America Meest gespierd, 5e
- 1969 IFBB Mr. America Tall, 2e
- 1970 IFBB Mr. America Tall & Totaal, 1e
- 1970 AAU Mr. East Coast Tall & Totaal, 1e
- 1971 IFBB Universe Tall, 3e
- 1972 IFBB Mr. International Tall, 2e
- 1972 IFBB Mr. World Totaal, 1e
- 1972 IFBB Universe Tall, 1e
- 1973 IFBB Universe Tall, 3e
- 1974 IFBB Mr. International Tall, 2e
- 1975 IFBB Universe Tall, 4e
- 1976 Mr. Olympia Zwaargewicht, 2e
- 1980 NBA Natural Mr. America Professional, 4e
- 1980 IFBB World Pro Championships, Niet geplaatst
- 1981 Mr. Olympia, 15e